# Chezal-Benoît
Chezal-Benoît é uma comuna francesa na região administrativa do Centro, no departamento Cher. Estende-se por uma área de 46,62 km². Em 2010 a comuna tinha 839 habitantes (densidade: 18 hab./km²).